# Kabinett Passos Coelho

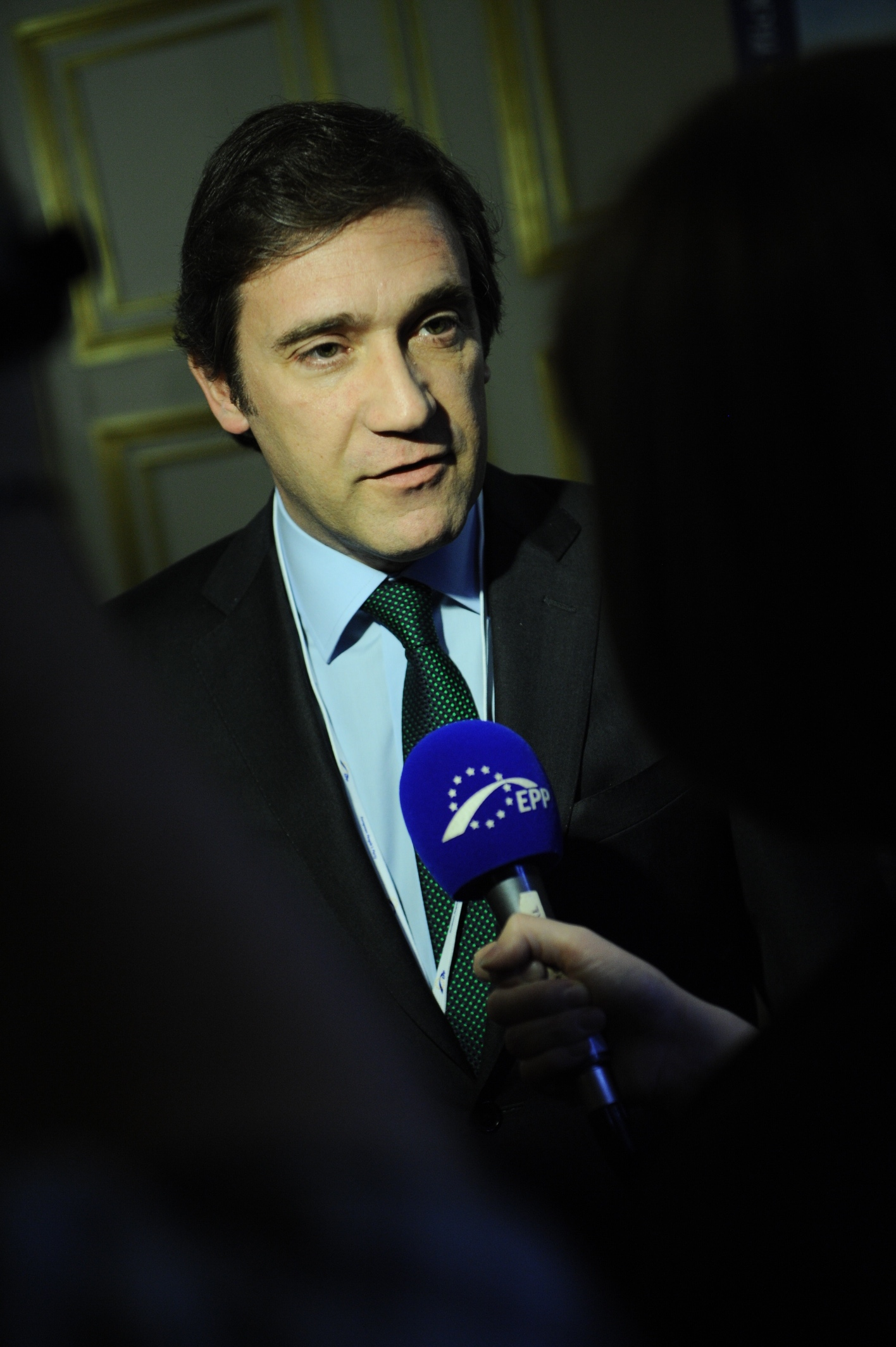
Premierminister Pedro Passos Coelho

Als Kabinett Passos Coelho wurde die 19. verfassungsgemäße, frei gewählte portugiesische Regierung unter Premierminister Pedro Passos Coelho bezeichnet, in Portugal auch XIX Governo Constitucional de Portugal, zu Deutsch XIX. verfassungsgemäße Regierung von Portugal genannt. Sie regierte von Juni 2011 bis Herbst 2015.

## Parlamentswahlen 2011
Bei den vorgezogenen Wahlen am 5. Juni 2011 war der Sozialist José Sócrates nach sechs Amtsjahren abgewählt worden. Damit setzte sich die Abstrafung von Regierungen als Folge der Wirtschafts- und Finanzkrise fort. Die Partido Socialista (PS) erhielt nur noch 28,05 % (minus 8,5 Prozentpunkte) der abgegebenen Stimmen. Mit Coelho, der auch Vorsitzender der Partido Social Democrata (PSD) ist, übernahm damit wieder ein Konservativer die Amtsgeschäfte des Ministerpräsidenten. Der Vorsitzende der Koalitionspartei Centro Democrático e Social – Partido Popular (CDS-PP), Paulo Portas, wurde zum Außenminister ernannt.
Die neue Koalition hatte mit 132 der insgesamt 230 Parlamentsabgeordneten eine Mehrheit.

## Zusammensetzung
| Amt                                                                           | Name | Partei    |
| ----------------------------------------------------------------------------- | --- | --------- |
| Premierminister                                                               | Pedro Passos Coelho | PSD       |
| Vize-Premierminister                                                          | Paulo Portas (seit 24. Juli 2013) | CDS-PP    |
| Staatsminister; Ministerium für auswärtige Angelegenheiten                    | Paulo Portas (bis 24. Juli 2013) | CDS-PP    |
| Staatsminister; Ministerium für auswärtige Angelegenheiten                    | Rui Machete (seit 24. Juli 2013) | PSD       |
| Staatsminister; Ministerium für Finanzen                                      | Vítor Gaspar (bis 1. Juli 2013) | parteilos |
| Staatsminister; Ministerium für Finanzen                                      | Maria Luís Albuquerque (seit 1. Juli 2013)                                                                                            | parteilos |
| Assistent des Premierministers und Minister für Parlamentsangelegenheiten     | Miguel Relvas (bis 4. April 2013) | PSD       |
| Assistent des Premierministers und Minister für Parlamentsangelegenheiten     | Miguel Poiares Maduro (als Assistent des Premierministers, zusätzlich mit dem Ressort für regionale Entwicklung) (seit 4. April 2013) | PSD       |
| Assistent des Premierministers und Minister für Parlamentsangelegenheiten     | Luís Marques Guedes (als Minister für Präsidentschafts- und Parlamentsangelegenheiten) (seit 4. April 2013)                           | PSD       |
| Ministerium für nationale Verteidigung                                        | José Pedro Aguiar Branco | PSD       |
| Ministerium für Inneres                                                       | Miguel Macedo | PSD       |
| Ministerium für Justiz                                                        | Paula Teixeira da Cruz | PSD       |
| Ministerium für Wirtschaft und Arbeit                                         | Álvaro Santos Pereira (bis 24. Juli 2013)                                                                                             | parteilos |
| Ministerium für Wirtschaft und Arbeit                                         | António Pires de Lima (nur als Minister für Wirtschaft) (seit 24. Juli 2013)                                                          | CDS-PP    |
| Ministerium für Landwirtschaft, Meeresangelegenheiten, Umwelt und Raumordnung | Assunção Cristas (seit 24. Juli 2013 nur noch Ministerin für Landwirtschaft und Meeresangelegenheiten)                                | CDS-PP    |
| Ministerium für Landwirtschaft, Meeresangelegenheiten, Umwelt und Raumordnung | Jorge Moreira da Silva (als Minister für Umwelt und Raumordnung, zusätzlich mit dem Ressort für Energie) (seit 24. Juli 2013)         | PSD       |
| Ministerium für Solidarität, Arbeit und soziale Sicherheit                    | Pedro Mota Soares (zusätzlich mit dem Ressort für Wirtschaft seit dem 24. Juli 2013)                                                  | CDS-PP    |
| Ministerium für Gesundheit                                                    | Paulo Macedo | parteilos |
| Ministerium für Bildung und Wissenschaft                                      | Nuno Crato | parteilos |